# Elisir (liquore)

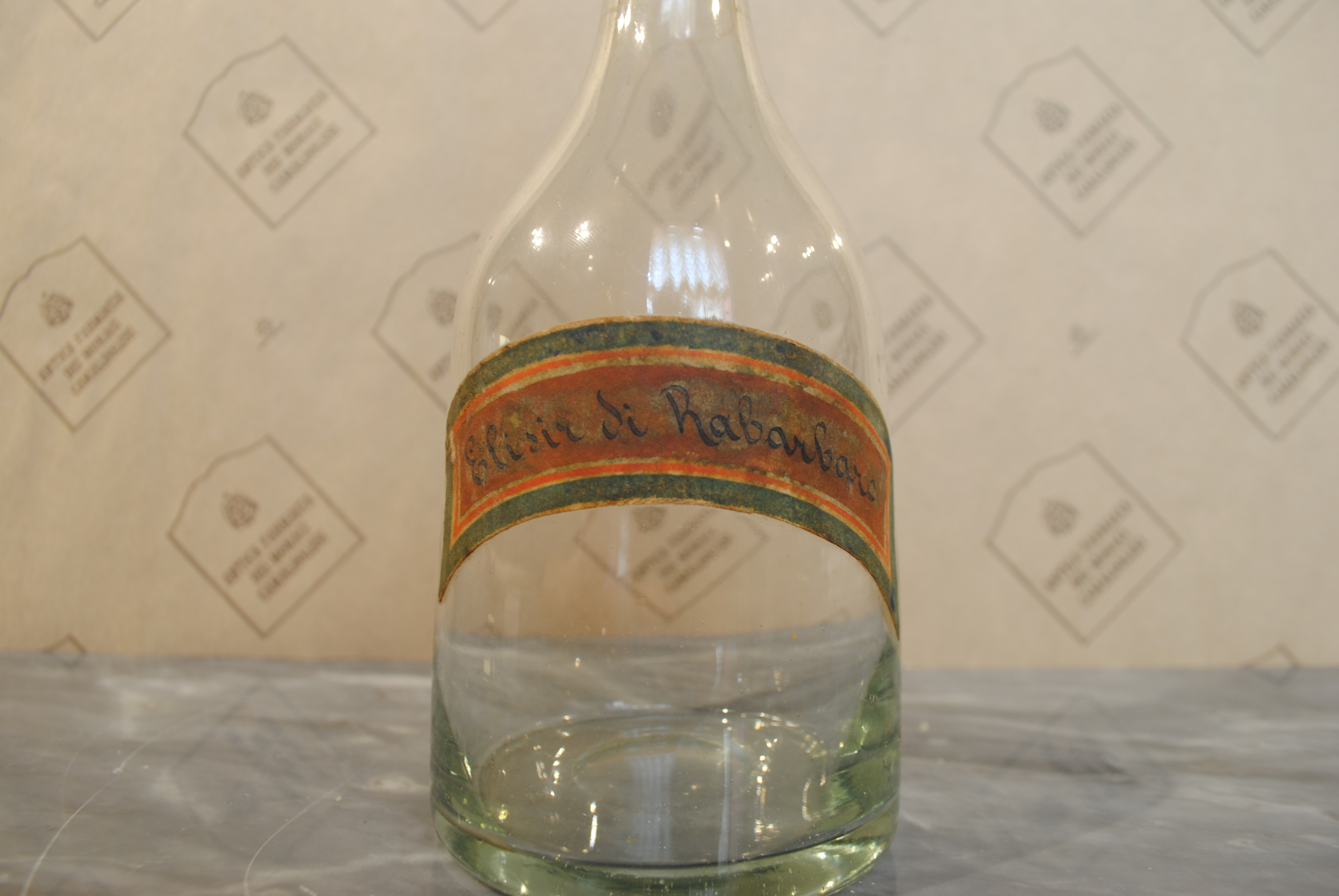
Bottiglia di elisir di rabarbaro conservata nell'antica farmacia di Camaldoli

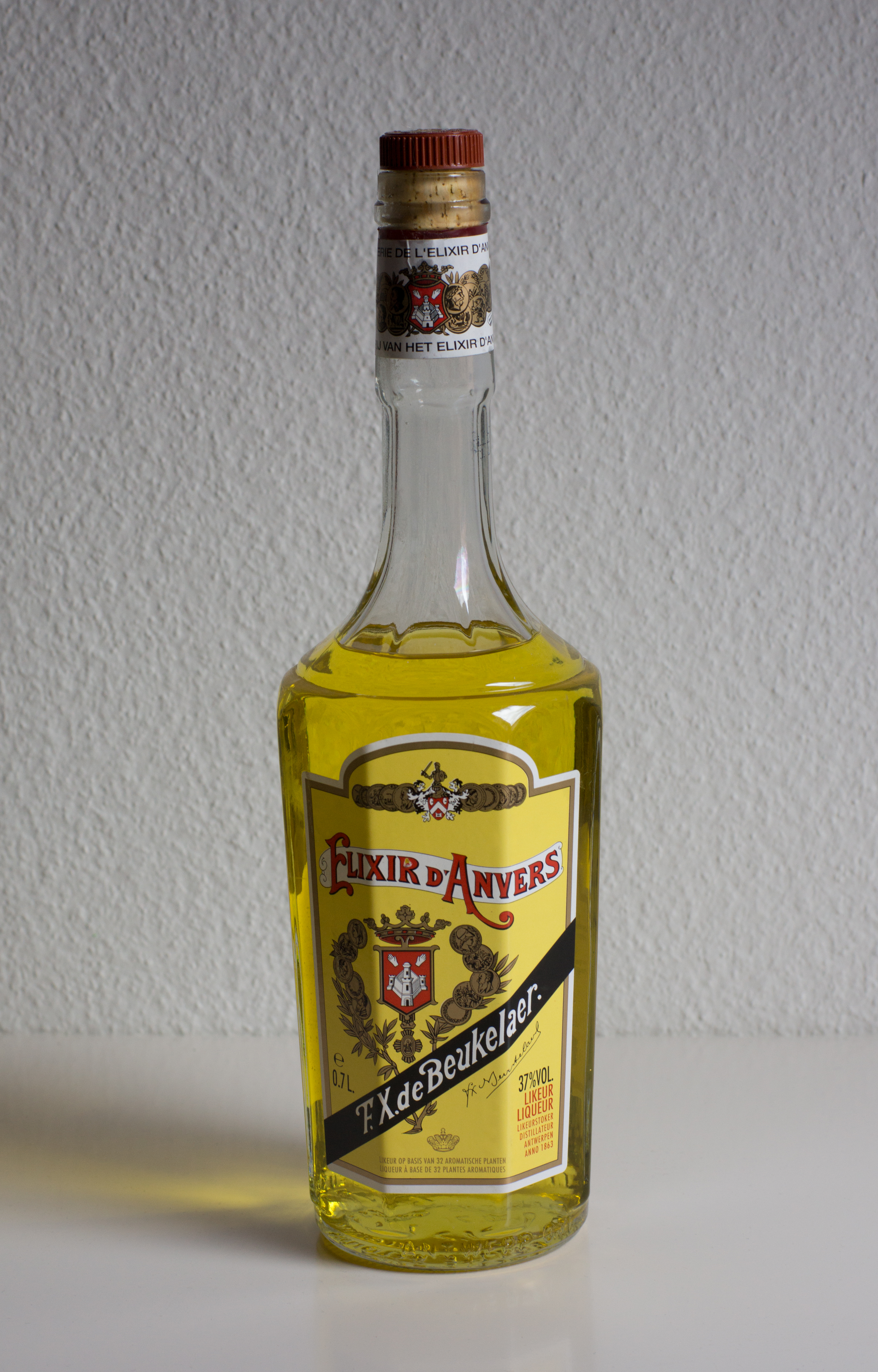
Una bottiglia di Elixir d'Anvers

Elisir, elixir o elisìri (dal greco xerós, dall'arabo لإكسير) è un liquore corroborante contenente ingredienti solubili in acqua o alcol etilico con un 40-60% di soluzione.
Il suo nome è stato spesso associato alla pietra filosofale dell'alchimia e più in generale al leggendario elisir di lunga vita. 

## Elisir farmaceutico
Gli elisir, in campo farmaceutico, sono definiti come liquidi idroalcoolici, dolcificati, limpidi, destinati all'uso orale.
I solventi principali sono l'acqua e l'alcool, addizionati a volte con glicerolo, sorbitolo e sciroppo per migliorare il potere solvente e/o come dolcificanti. Vengono preparati come semplice soluzione o per miscela dei vari ingredienti.
Un alto contenuto in alcool può aumentare il potere solvente per alcuni componenti. Tuttavia, in considerazione dell'azione biologica causata da elevate concentrazioni alcooliche, vengono spesso impiegati i cosolventi (glicerolo o glicole propilenico).
La diluizione degli elisir con liquidi a bassa concentrazione alcolica può determinare la precipitazione di componenti attivi.
Gli elisir vengono usati o come veicolo (per es. l'elisir aromatico) o per l'effetto terapeutico dei principi attivi che contengono (per es. l'elixir di china).
Gli elisir medicati sono formulati in modo che un paziente riceva la dose abituale per adulti del farmaco in una comoda misura di elisir. Per la maggior parte degli elisir, uno o due cucchiaini da tè (5 o 10 mL) forniscono la dose abituale per adulti del farmaco. Un vantaggio degli elisir rispetto ai farmaci omologhi in forme di dosaggio solide è la flessibilità e la facilità di somministrazione del dosaggio ai pazienti che hanno difficoltà a deglutire forme solide.